# Gördskär
Gördskär är en klippa nära Skäriråsen i Nagu,  Finland.   Den ligger i Pargas stad i landskapet Egentliga Finland. Ön ligger omkring 2 kilometer öster om Skäriråsen, omkring 42 kilometer söder om Nagu kyrka,  75 kilometer söder om Åbo och 180 km väster om Helsingfors. Närmaste allmänna förbindelse är förbindelsebryggan vid Trunsö som trafikeras av M/S Nordep. Gördskär ligger 3 meter över havet.
Terrängen runt Gördskär är mycket platt.  Det finns inga samhällen i närheten. 